# بيت إجزا
بيت إجزا قرية فلسطينية تقع غرب القدس، وتبعد عن مدينة القدس 11كيلومترا، وترتفع عن سطح البحر 811 مترا، وتتبع اليوم إداريا المنطقة «ج» في الضفة الغربية.

## الموقع
نقع بيت إجزا إلى الشمال الغربي من القدس وتبعد عنها 11 كيلومترا، ويحدها من الشرق قرية الجيب، ومن الشمال أراضي قرية الجيب، ومن الغرب قرية بيت دقو، ومن الجنوب بلدة بدو. تبلغ مساحة القرية حواي 2572 دونماـ نتعا 1718 صالح للزراعة، و93 للمناطق السكنية.

## تاريخ القرية
ترجع تسمية قرية بيت اجزا إلى ماقبل لحقبة الرومانية وهي عبارة عن بيت الجزاء الماخوذ من قبل الرومان بيت الجزية وعشر المال حيث كانت تأخذ الجزية من الخرب المجاورة (القرى) ويعود إنشاء القرية قبل الحقبة الرومانية حيث يوجد بها الكهوف والسجون التي اعدت لجمع الضرائب حيث كان ينفذ بها الإعدام لمن لم يدفع الجزية ويوجود بها مناطق اثرية قليلة كالبلدة القديمة ومعصرة الزيتون والمضافة.

## السكان
يبلغ عدد سكان هذه القرية 875 نسمة، وعائلات القرية هي أبو كافية، وديوان، ومرعي، وغريب، والشيخ، سالم، وعبد الحليم، وسلامة.

## البنية التحتية والاقتصاد
تتبع القرية إداريا سلطة الحكم الذاتي الفلسطينية، وفيها مجلس قروي منتخب أسس عام 1998، وجمعية ريفية أسست عام 2010. وفيها مدرستان حكوميتان للتعليم الأساسي والثانوي فيهما 22 فصلا دراسيا، وروضتان للأطفال تضمان أكثر من 100 طفل. لا يتوفر في القرية أي مركز صحي ويتوجه مرضاها إلى مركز الهلال الأحمر الفلسطيني أو مركز الكرمل في بلدة بدو المجاورة، أو إلى مركز الزاوية في بيت سوريك.
ربطت القرية بشركة كهرباء القدس عام 1983، وفيها شبكة هاتف تعمل من خلال مقسم آلي داخل القرية، وتفتقر القرية إلى شبكة صرف صحي ويستخدم السكان الحفر الامتصاصية. تعتمد القرية في توريد المياه على شركة ميكوروت الإسرائيلية وتعاني من نقص حاد في المياه في شهور الصيف.
ويوجد بها مسجدان، واحد قديم يعود للعصر العمري وهو مسجد الشيخ يوسف، وآخر أحدث هو مسجد طارق بن زياد، وفيها بيوت قديمة ومعصرة زيتون.
تستوعب الزراعة 80% من القوى العاملة في القرية، ويعمل 10% من عمالها في سوق العمل الإسرائيلي، ويتوزع الباقون على الوظائف الحكومية والخاصة وقطاع التجارة والخدمات، وتشتهر القرية بزراعة العنب والزيتون والتين.

## الاستيطان والجدار الإسرائيلي
تقع معظم أراضي القرية في المنطقة "ج" حسب ملحقات اتفاق أوسلو، وتمنع سلطات الاحتلال الإسرائيلية الفلسطينيين من إقامة بنى تحتية في هذه المناطق، كما صادرت حتى الآن 168 دونما من أراضي القرية من أجل إقامة مستوطنتي جفعات زئيف وجفعون حداشا حيث يسكن ما يقارب الـ12 ألف مستوطن إسرائيلي، كما يمتد الجدار العازل الإسرائيلي بطول 2 كيلومتر على أراضي القرية ويفصل 980 دونما من أراضيها (38.1% من مجمل مساحة القرية) من الجهة الشرقية ويمنع أهالي القرية من الوصول إليها إلا بتصاريح خاصة، كما فقد سكان القرية الاتصال بمدينة القدس التي كانت القرية تابعة لها، وتحولوا إلى رام الله لتسيير شؤونهم اليومية، فيما منعت سلطات الاحتلال السكان من السفر إلى رام الله على الطريق الرئيسي رقم 443، دافعة إياهم إلى طرق بديلة وعرة.